# Tarasivka, Skvîra
Tarasivka (în ucraineană Тарасівка) este localitatea de reședință a comunei Leninske din raionul Skvîra, regiunea Kiev, Ucraina.

## Demografie
Componența lingvistică a localității Leninske
     Ucraineană (98,08%)
     Rusă (1,92%)
Conform recensământului din 2001, majoritatea populației localității Tarasivka era vorbitoare de ucraineană (98,08%), existând în minoritate și vorbitori de rusă (1,92%).